# 찰리 맥게티건
찰리 맥게티건(Charlie McGettigan, 1950년 12월 7일 ~ )은 아일랜드의 가수이다. 유로비전 송 콘테스트 1994에서 폴 해링턴과 함께 아일랜드 대표로 참가여 우승을 차지했다.

## 디스코그래피

### 음반
- Songs of the Night (And Other Stories) (1986)
- Charlie McGettigan (1990)
- Rock 'N' Roll Kids - The Album (together with Paul Harrington) (1994)
- In Your Old Room (1998)
- Another Side of Charlie McGettigan (c. 2002)
- Stolen Moments (2006)
- The Man from 20 (2010)
- Some Old Someone (Stockfisch, 2019)